# Margit Klinger
Margit Klinger (República Federal Alemana, 22 de junio de 1960) es una atleta alemana retirada especializada en la prueba de 800 m, en la que ha conseguido ser medallista de bronce europea en 1982.

## Carrera deportiva
En el Campeonato Europeo de Atletismo de 1982 ganó la medalla de bronce en los 800 metros, con un tiempo de 1:57.22 segundos, llegando a meta tras las soviéticas Olga Mineyeva (oro con 1:55.41 segundos que fue récord de los campeonatos) y Lyudmila Veselkova (plata).